# 北斗富美館
23°52′26″N 120°31′27″E / 23.873858°N 120.524271°E
北斗富美館，是位於臺灣彰化縣北斗鎮光復里的蕭府王爺廟，被列為彰化縣歷史建築。

## 歷史
北斗富美館建於光緒三年（1877年），光緒七年（1881年）遷建現址，位在光復路一九一六與一九一七地號，1934年重新擴建。
祭祀圈包括今新政里5-9鄰與光復里大部分，以農曆五月十七日為主要例祭日。祖廟為泉州富美宮。主祀蕭府王爺外，另祀趙元帥、康元帥、蕭夫人、五營旗與虎爺等。
該廟土地是地方人士捐獻，但土地所有權仍登記在原捐獻者名下，由當年捐獻的業主後代續繳交土地稅等稅金。後來地主打算將包括富美館用地在內的五十一坪土地出售，每坪價格廿五萬元。但富美館信徒認為是臺灣日治時期辦理土地調查時，將該廟土地誤植所致。
1995年7月12日，法院判決該廟占用私人土地，應在判決書送達翌日起十五日內，自行拆遷地上物，將土地交還相關土地所有權人，否則屆時將強制執行拆除。同年8月15日，鎮長洪參民邀請相關的地主、鎮代、光復里長蔡婁、新政里長黃材源等協調，決定由地方募款，以每坪廿二萬元購買，必須在一個月內付款。但募款情形至9月中旬只募得八十餘萬元，於是黃材源、蔡婁等人在同年9月18日到鎮公所向求助，獲得鎮長洪參民以自己的名義開三百餘萬元支票，先行代為支付購地款。年底12月中旬，則籌款得二百廿三萬元，地主同意付款期限延至12月26日。
2012年4月27日，縣文化局將此廟登錄為彰化縣歷史建築。2017年7月報導，陳文彬局長公開宣布，縣內五個受法定文資保護的古蹟和歷史建築，大城鄉咸安宮、和美鎮街長宿舍、北斗鎮富美館、彰化市武德殿、彰化市牛埔遺址，已由文化部補助七成經費，縣府自籌二成和私人財產所有權人負擔一成，這都能在今年陸續開工修復。歷經七個月，縣長魏明谷團隊協助爭取七百一十萬元經費與補助，並由廟方自籌七十一萬元修復，於2018年7月修復完成。
竣工啟用後，廟方又自費在建物前方設有如日本神社鳥居的一大型遮雨棚，在地方引發熱議。像縣議員江熊一楓就表示對這種建築風格混合不贊同，認為應尊重歷史，恢復原有樣式。文化局長張雀芬回應，依《文資法》規定任何營建工程不得破壞古蹟之完整，亦不得遮蓋古蹟之外貌，若須修繕應由保管人提出計畫，文資委員會審核通過才得辦理，廟方明顯觸法，依第一○六條規定，可處以三十萬元以上、二百萬元下罰鍰。廟方表示考量避免天公爐被雨淋，方有此設計，部分委員也反對，但經擲杯請示神諭，王爺沒有意見，便照圖施工。
文化局介入後，翻出該廟修復再利用報告書，確認廟方當初確有提出遮雨棚需求。後廟方仍保留遮雨棚，但寫有「富美館」的大型鳥居立招去除。

## 圖集

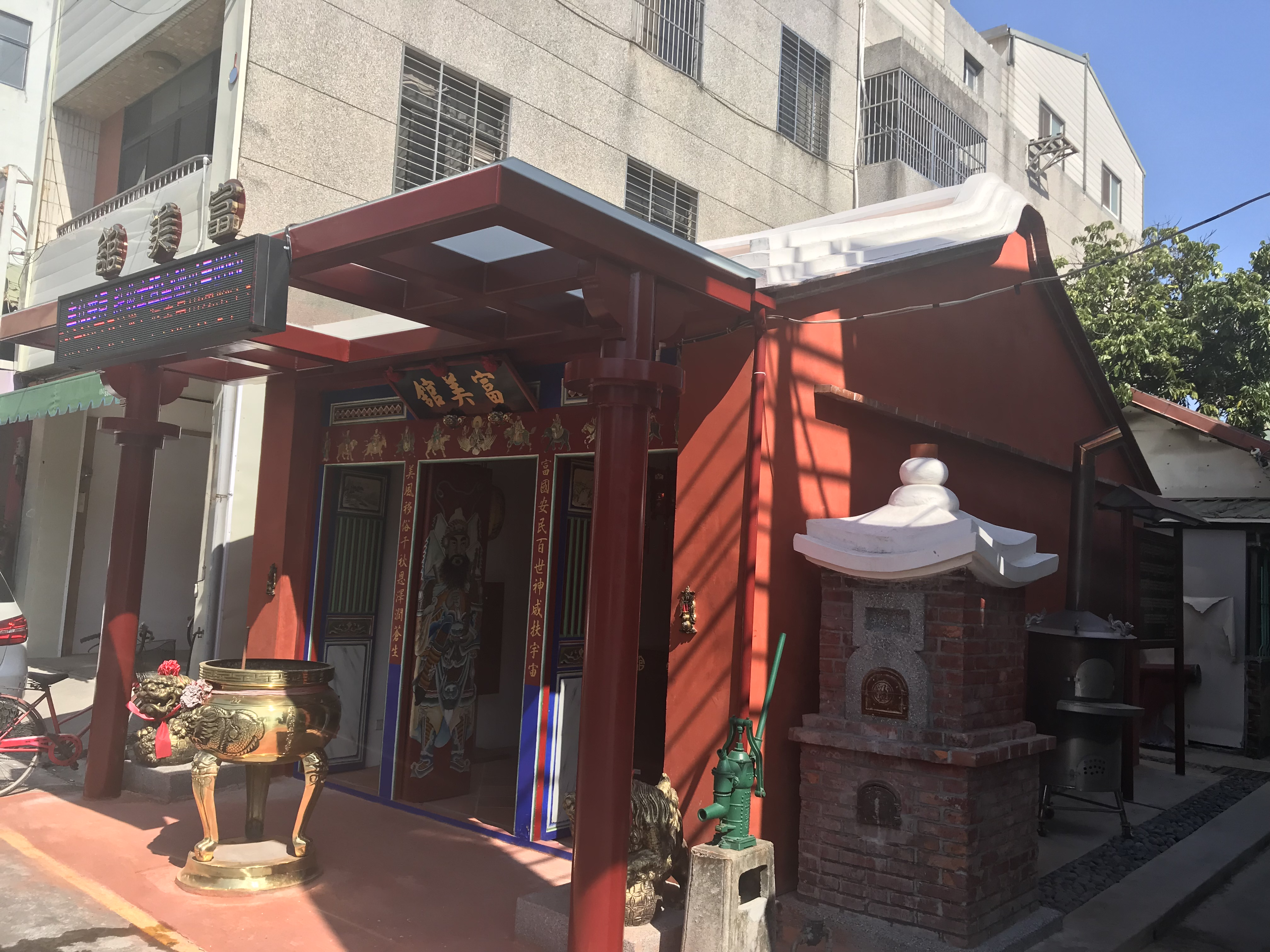
廟身
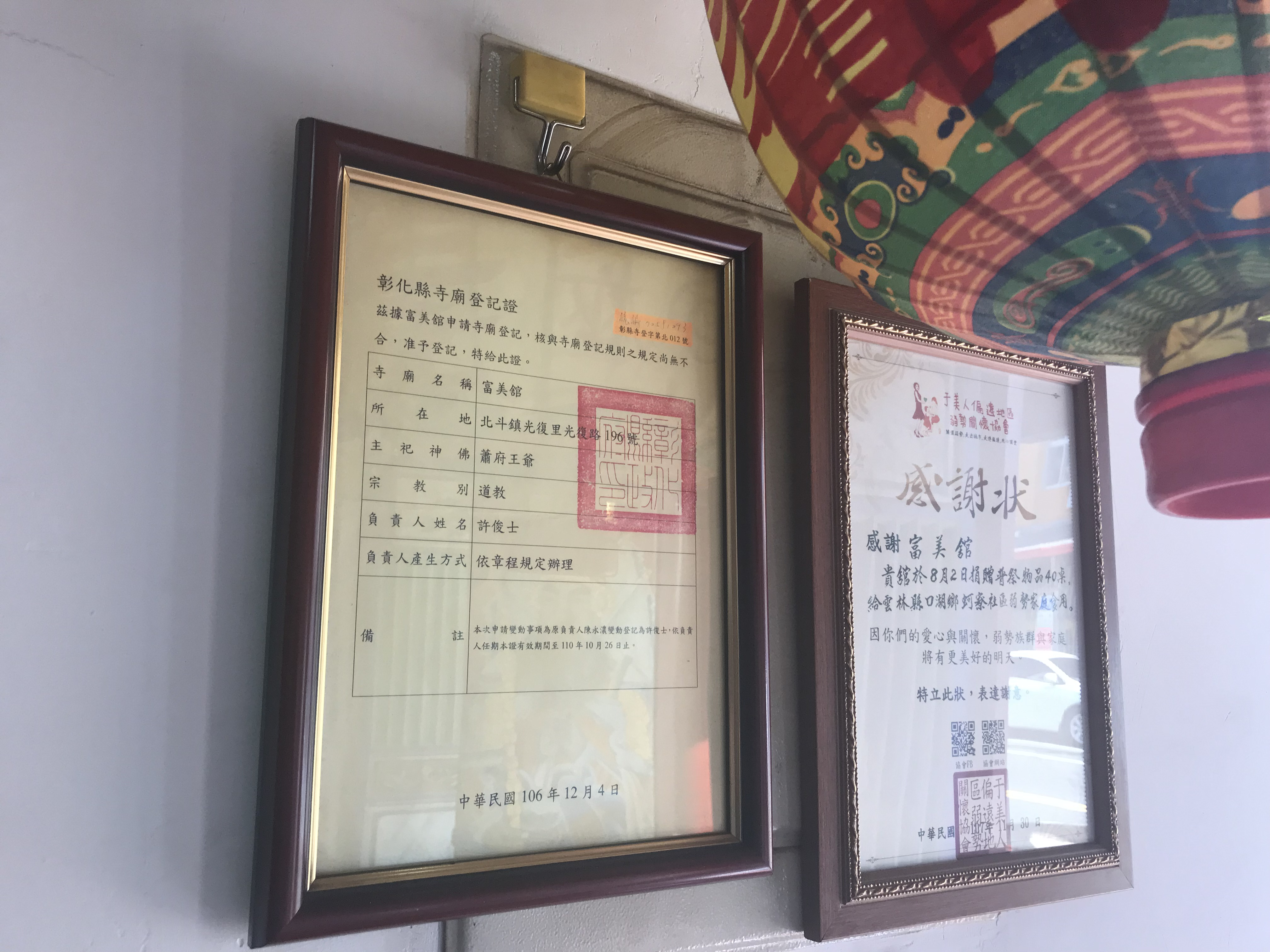
廟址在光復里光復路196號。
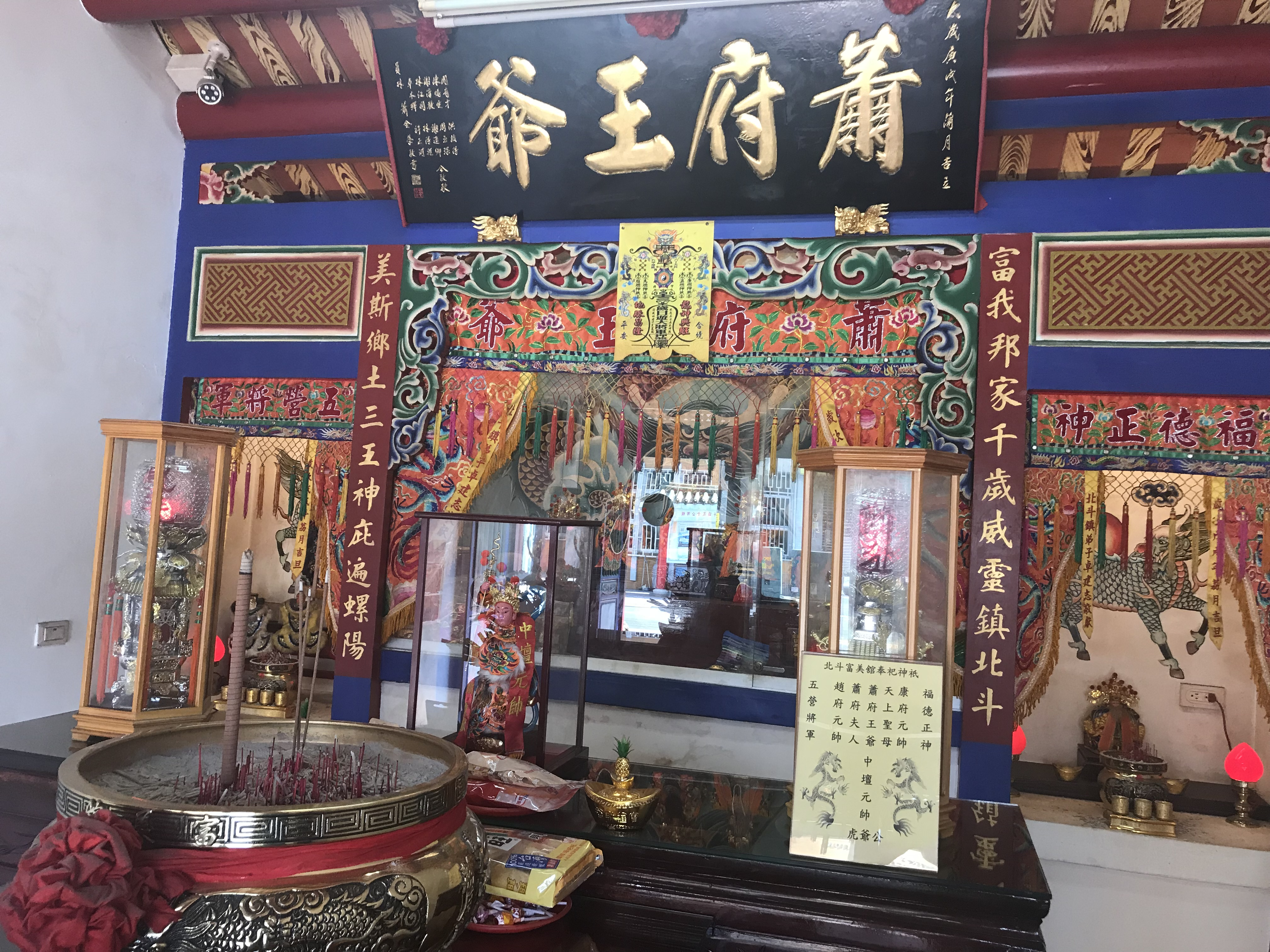
內部
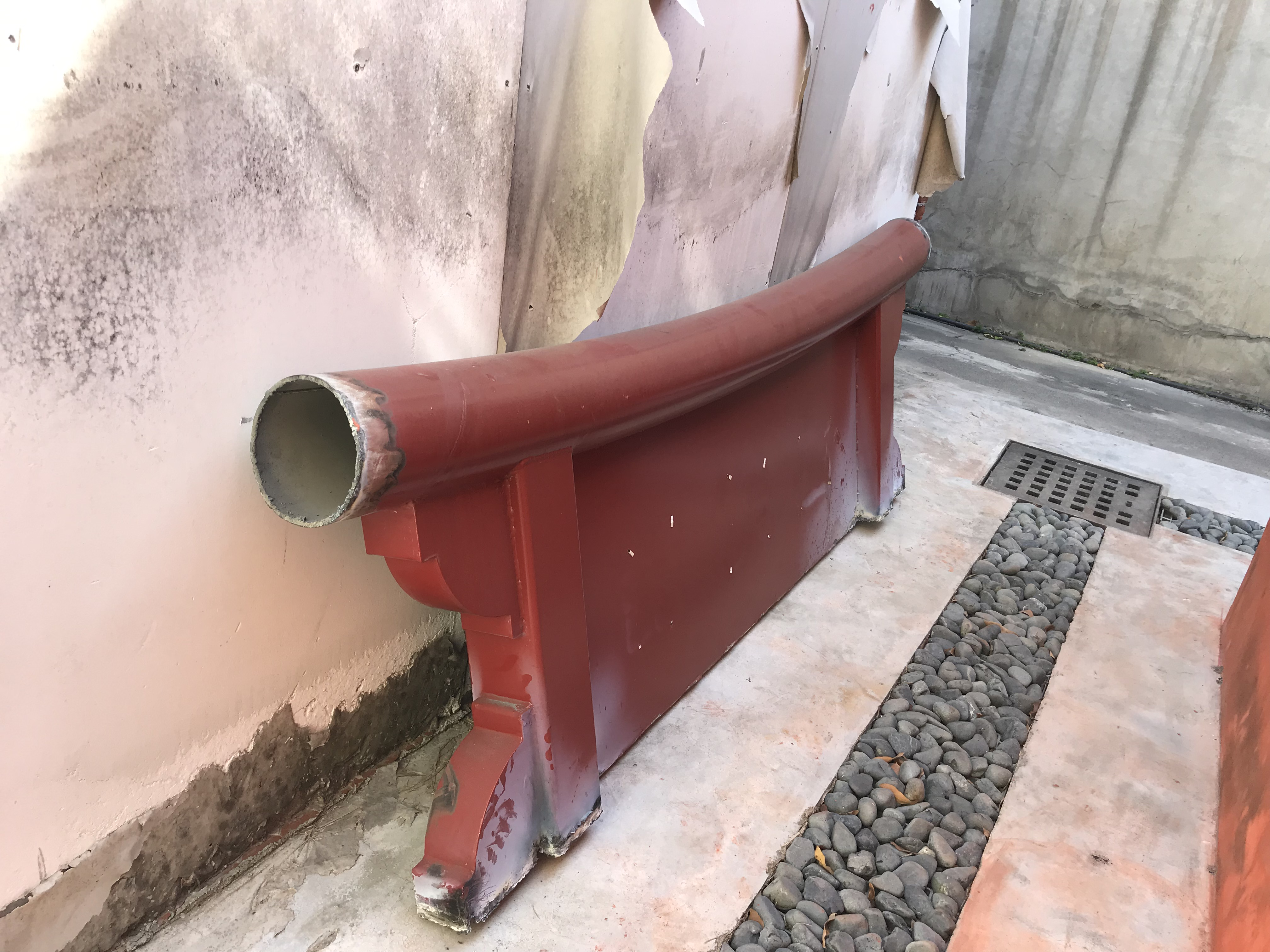
鳥居形立招